# 上月豊久

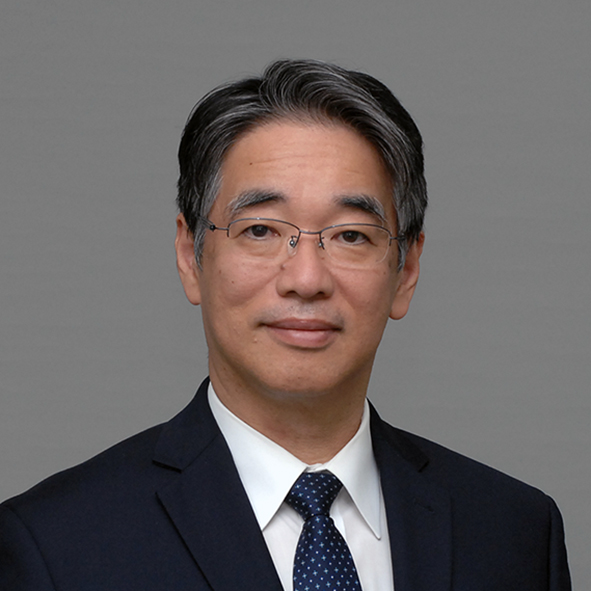
外務省より公表された肖像（2015年11月撮影）

上月 豊久（こうづき とよひさ、1956年（昭和31年）10月25日 - ）は、日本の外交官。外務省欧州局長、官房長を経て、2015年（平成27年）11月19日からロシア連邦駐箚特命全権大使を務め、安倍内閣下から異例の8年間の長期に渡り北方領土問題の調整にあたったが、在任中ロシアのウクライナ侵攻が勃発するなどし頓挫した。

## 経歴・人物
東京都出身。1980年（昭和55年）10月東京大学教養学部教養学科在学中に外務公務員採用上級試験に合格する。1981年（昭和56年）東大教養学部教養学科を卒業して、外務省に入省した。
- 1994年（平成6年）7月 在英国日本国大使館一等書記官
- 1997年（平成9年）7月 在ロシア日本国大使館一等書記官
- 1998年（平成10年）1月 駐露大使館参事官
- 2000年（平成12年）9月 外務省北米局日米安全保障条約課長
- 2001年（平成13年）8月 外務省大臣官房、田中眞紀子外務大臣秘書官事務取扱
- 2002年（平成14年）2月 外務省欧州局ロシア課企画官
- 2002年（平成14年）3月 外務省欧州局ロシア課長
- 2004年（平成16年）2月 外務省大臣官房会計課長
- 2006年（平成18年）3月 外務省大臣官房総務課長
- 2008年（平成20年）1月 駐露公使
- 2010年（平成22年）8月 ボストン総領事
- 2011年（平成23年）1月 外務省大臣官房参事官兼欧州局
- 2011年（平成23年）10月 外務省大臣官房審議官兼欧州局
- 2012年（平成24年）2月 外務省大臣官房参事官兼欧州局（大使）
- 2012年（平成24年）9月 外務省欧州局長
- 2014年（平成26年）7月 外務省大臣官房長
- 2015年（平成27年）11月19日 ロシア連邦駐箚特命全権大使[1][3]
- 2023年（令和5年）12月19日 依願免職[4]
- 2024年（令和6年）1月 千葉工業大学審議役・特別教授[5]
- 2024年（令和6年）4月 東海大学平和戦略国際研究所所長・国際学部教授に就任[6]

田中眞紀子外相時代に外相秘書官となったが、2001年11月1日、田中が指輪を紛失したことを上月の責任にして、弁償を命じられている。
また指輪騒動のため、田中外相はイランのハラジ外相との会談に遅刻した。
2021年、姫野勉駐ガーナ大使、伊藤直樹駐バングラデシュ大使、山崎和之在ジュネーブ日本政府代表部大使、鈴木康久駐ニカラグア大使、服部孝駐スーダン大使、梨田和也駐タイ大使に続き、新型コロナウイルス感染症を発症。

## 同期
- 兼原信克（14年国家安全保障局次長兼務・12年内閣官房副長官補）
- 泉裕泰（19年日本台湾交流協会台北事務所長・17年バングラデシュ大使）
- 岡村善文（19年OECD大使・17年人権人道担当大使）
- 山田彰（17年ブラジル大使・14年メキシコ大使）
- 上村司（21年日本国政府代表（中東和平担当特使）、17年サウジアラビア大使）
- 佐藤地（17年駐ハンガリー大使・15年ユネスコ大使）
- 側嶋秀展（19年ミクロネシア大使・16年ザンビア大使）
- 香川剛廣（18年国際貿易・経済担当大使・15年エジプト大使）
- 石兼公博（19年国連大使・17年カナダ大使）
- 高岡正人（19年クウェート大使・16年モンゴル大使・13年シドニー総領事・12年イラク大使）
- 高木昌弘（21年駐ドミニカ共和国大使・20年クリチバ総領事）
- 冨田浩司（21年駐米大使・19年韓国大使・15年イスラエル大使）
- 川村裕（24年依願免職・20年ノルウェー大使・18年沖縄大使・14年コートジボワール兼トーゴ兼ニジェール大使）
- 川村泰久（19年カナダ大使）
- 嘉治美佐子（19年クロアチア大使・14-17年ジュネーヴ代表部大使）
- 宮島昭夫（20年ポーランド大使・17年トルコ大使）
- 重枝豊英（15年リトアニア大使）
- 石井哲也（17年トンガ大使）
- 岡田誠司（20年バチカン大使・17年南スーダン大使）
- 冨永純正（14年青年海外協力協会会長・11年コンゴ民主共和国大使）
- 奥克彦（イラク日本人外交官射殺事件犠牲者[11]、03年殉職のため大使の称号付与）
- 伊藤光子（15年世界の子どもにワクチンを日本委員会事務局長）
- 福嶌教輝（21年駐メキシコ大使・15年駐アルゼンチン大使）
- 福嶌香代子（19年ナッシュビル総領事）